# Bozüyükspor
Bozüyükspor ist ein türkischer Fußballverein aus der Kreisstadt Bozüyük in der Provinz Bilecik. Ihre Heimspiele tragen die Ultramarin-Weißen im Stadtstadion von Bozüyük aus.

## Geschichte
Der Verein wurde 1926 unter dem Namen Bozüyük İdman Yurdu Spor Kulübü (kurz: Bozüyük İdman Yurdu SK oder nur Bozüyük İdman Yurdu) gegründet. Dieser Name wurde 1946 in Bozüyük Gençlik ungeändert. 1973 kamen einige örtliche Honoratioren von Bozüyük zusammen und forderten einen wettbewerbsfähigen Fußballverein. Diese Forderung fand Zuspruch und so fusionieren die vier Vereine Bozüyük Gençlik, Sümerspor, Yıldırımspor und Azimspor zum heutigen Verein Bozüyükspor. Der Verein spielte fortan bis ins Jahr 1984 in der regionalen Amateurliga. Ab Sommer 1984 nahm man an der wieder eingeführten drittklassigen TFF 2. Lig teil. In der Saison 1990/91 gelang dem Verein die Meisterschaft der TFF 2. Lig und damit der Aufstieg in die zweitklassige TFF 1. Lig. Hier spielte man jedoch lediglich eine Spielzeit und stieg im Sommer 1992 wieder in die TFF 2. Lig ab. 1998 stieg der Verein wieder in die regionale Amateurliga ab und kehrte erst nach acht Jahren in die TFF 3. Lig zurück. Ab Sommer 2007 spielte der Verein wieder in der drittklassigen TFF 2. Lig.
In der Drittligasaison 2013/14 stand Bozüyükspor bereits am 29. Spieltag als Absteiger und am 31. Spieltag als Tabellenletzter fest. Dadurch stieg der Klub nach siebenjähriger Drittligazugehörigkeit wieder in die TFF 3. Lig ab.
Aufgrund von finanziellen Problemen erklärte Bozüyükspor vor dem Saisonstart 2014/15 seinen Rückzug aus dem Ligabetrieb. Damit stand der Verein als erster Absteiger fest. Nach diesem Rückzug trat das Reglement in Kraft, wonach Teams, die innerhalb einer Saison grundlos zwei Spiele nicht antraten, automatisch zwangsabsteigen mussten. Alle Spiele des Klubs wurden als 0:3-Niederlage gewertet.

## Ligazugehörigkeit
- 1. Liga: -
- 2. Liga: 1991–1992
- 3. Liga: 1984–1991, 1992–1998, 2007–2014
- 4. Liga: 2006–2007, 2014–2015
- regionale Amateurliga: 1973–1984, 1998–2006, seit 2015

## Ehemalige bekannte Spieler
- Mehmet Akyüz
- Volkan Arslan
- Furkan Aydın
- Onur Bayramoğlu
- Ahmet Kuru
- Ahmet İlhan Özek

## Trainer (Auswahl)
- Burhn Tözer (Saison 1987/88)[2]
- Vahap Özbayer (Saison 1987/88)[2]